# Bohumil Starnovský
Bohumil Starnovský   () és un pentatleta txec, ja retirat, que va competir sota bandera txecoslovaca durant la dècada de 1970.
El 1976 va prendre part en els Jocs Olímpics d'Estiu de Montreal, on disputà dues proves del programa de pentatló modern. Junt a Ján Bartu i Jiří Adam guanyà la medalla de plata en la competició per equips, mentre en la competició individual fou dissetè. Quatre anys més tard, als Jocs de Moscou, tornà a disputar dues proves del programa de pentatló modern. En aquesta ocasió fou sisè en la competició per equips i vint-i-sisè en la competició individual.